# Moro-reflex

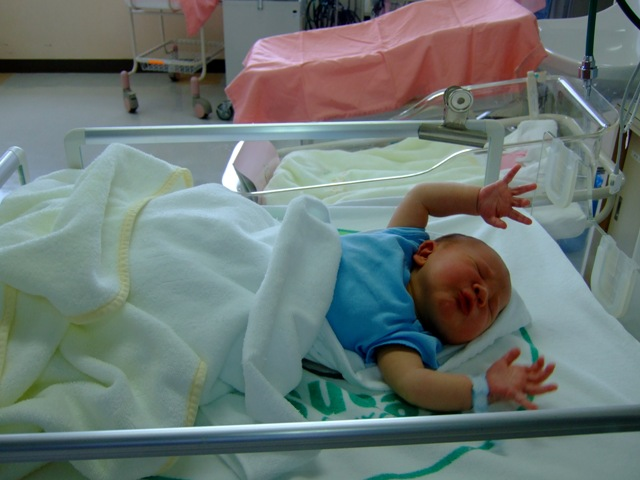
Een Moro-reflex.

De moro-reflex is genoemd naar de Oostenrijkse kinderarts Ernst Moro (1874-1951), die deze reflex beschreven heeft. Het gaat hier om het (primaire) schrikreflex - ofwel: "Wat te doen als er gevaar is?". De moro-reflex hoort tot de reflexen die zich al in de baarmoeder ontwikkelen, in het geval van de moro-reflex als de foetus ongeveer 9 weken oud is. Direct na de geboorte kan de boreling over deze reflex beschikken. Normaal gesproken dooft deze reflex op een leeftijd van 4 tot 10 maanden uit.
Wanneer een baby schrikt, opent hij/zij zijn/haar vingers en de armen en spreidt de benen. Vervolgens worden de armen voor de borst gebracht alsof hij/zij iemand omhelzen wil. Vaak gaat de baby meteen hierna hard huilen.

## Functie
De oorspronkelijke functie van de moro-reflex zou af te lezen kunnen zijn aan het gedrag van apen: een klein aapje klampt zich als er gevaar is met handjes en voetjes vast aan mama als zij mama's vacht voelen. Ofwel: een baby schrikt, slaat armen en benen uit (= 'Waar is mama?') en als de handjes (in mindere mate ook de voetjes) mama's huid voelen, klampt hij of zij zich vast. Het vastklampen zelf wordt meestal aangeduid als 'palmreflex': leg je vinger in de handpalm van een mensenbaby, en het knuistje sluit zich. Omdat vastklampen ook bij volwassen mensen veel zwaarder is dan 'vechten of vluchten', wordt daarbij extra adrenaline en cortisol afgescheiden in de bloedbaan.
Er zijn theorieën die stellen, dat de 'openende' beweging van de moro-reflex de boreling helpt met de eerste ademhaling - en dat de baby onder invloed van deze reflex al in de baarmoeder de verschillende spieren getraind heeft.

## Beloop
Idealiter wordt bij een baby van 2 tot 4 maanden de moro-reflex geïnhibeerd. De functie wordt overgenomen door de volwassen schrikreflex: schouders gaan omhoog, ogen kijken in de richting van waar het gevaar zou kunnen zitten. Ook bij de schrikreflex worden stresshormonen afgescheiden, maar de enorme hoeveelheden zoals bij de moro-reflex zijn niet meer nodig.
Binnen de theorie dat een niet of niet volledig geïnhibeerde primaire reflex kan storen in de ontwikkeling en dus in het gedrag van een kind of een volwassene, wordt in het geval van de moro-reflex gedacht aan o.a. aan het volgende:
- mensen die bij relatief kleine prikkels overmatig schrikken (wat soms overgecompenseerd wordt);
- mensen die bij relatief kleine veranderingen (bijvoorbeeld verandering van licht) even aandacht "moeten" geven aan de verandering, hetgeen bij een schoolkind op het verwijt kan komen te staan: "Jantje let nooit op!" Een 'Moro kind' let echter continu op, alleen niet altijd op de leraar;
- mensen die 'onhandig' zijn: het lichaam wordt nog steeds 'gedreven' door een reflex die prima zorgt voor kleine baby's, maar stoort bij schrijven, balspel, enzovoort.